# R/V Arne Tiselius
R/V Arne Tiselius är ett svenskt forskningsfartyg, som byggdes som ett forskningsfartyg för Kristinebergs marina forskningsstation, där hon var stationerad fram till årsskiftet 2007/2008. Fartyget är döpt efter nobelpristagaren Arne Tiselius och byggdes 1976 av A/S Hellesøy Shipyard i Norge. Fartyget byggdes om och förlängdes med sex meter 1996 av AB Öckerö Shipyard.

## Specifikationer
- Namn: R/V Arne Tiselius (-2007/08)
- Hemmahamn: Fiskebäckskil (-2007/08)
- Ägare: Kungliga Vetenskapsakademien (-2007/08)

Dimensioner
- Längd: 31 m
- Största bredd 7,1 m
- Djupgående 3,7 m

Motorer
- HM 550 hp Alpha diesel
- Hjälpmotorer: 2 x 60 kW Volvo Penta

Vinschar
- Trålning 5 ton
- CTD vinsch
- Hydrografivinsch

Kranar
- HIAB Sea Crane
- CTD-kran
- Hydrografidävert

Laboratorier
- CTD/vattenhämtare
- Kemikalier
- Radiak
- Torr- och våtanalyser

Galge
I aktern finns en rörlig, hydraulisk galge (minsta höjd över däck ca. 3,5 m) för trålning och hantering av stora och tunga redskap.
Specialutrustning
- Kylrum
- Högfrekvent ekolod med integrator
- Lättbåt

Personalutrymmen
- Kojplatser: 10 kojer i 5 dubbelhytter för forskare, 2 enkelhytter för besättningen
- Mäss: 12 personer